# Igor Schirokow
Igor Anatoljewitsch Schirokow (russisch Игорь Анатольевич Широков, engl. Transkription Igor Shirokov; * 24. April 1949 in Nowosibirsk; † 10. Januar 2014 in Moskau) war ein russischer Jazzmusiker (Trompete, Flügelhorn).
Schirokow spielte in den 1960er-Jahren in der Vladimir Vittikh Combo, mit der er auf dem Jazz Festival in Tallinn 1967 auftrat. 1970 arbeitete er mit Oleg Lundstrem (Album Sun Valley Serenade bei Melodija); 1972 im Leningrader Jazzorchester unter Leitung von Josif Wainstein. In den 2000er-Jahren trat er in einem gemeinsam mit Alexei Kruglow geleiteten Quartett auf (Album April in Yaroslavl (2007), mit Oleg Judanow). Im Bereich des Jazz war er zwischen 1967 und 2008 an sechs Aufnahmesessions beteiligt. Schirokow lebte ab 1992 in Deutschland, zuletzt viele Jahre in Marburg.
In seiner Musik verband er russische Folklore mit klassischer Musik und Jazz. In seinen späteren Jahren arbeitete er u. a. mit Janusz Stefański, Vitold Rek, Horst Nonnenmacher, Martin Gjakonovski, Jürgen Wuchner und Tony Lakatos. Er war Mitglied der Marburger Jazz-Formation Quaddradd.
Igor Schirokow starb an Bauchspeicheldrüsenkrebs. Er hinterließ zwei Söhne und eine Lebensgefährtin.